# سبيلرهاوس وانباكو غرافيتي
سبيلرهاوس وانباكو غرافيتي (باليابانية:スプラッターハウス わんぱくグラフィティ) ، تنطق باليابانية (Splatterhouse: Wanpaku Graffiti) ومعناها باللغة الإنجليزية (Splatterhouse: Naughty Graffiti) ، هي لعبة فيديو يابانية أنتجت سنة 1989م من قبل شركة نامكو ، وتدعم اللغة اليابانية فقط.